# 嘉義之役
嘉義之役（英文：Battle of Chiayi）發生於1895年10月9日，是乙未戰爭中發生在現今臺灣嘉義縣一場重要的抗日戰役，該戰役最後由日方取得勝利。

## 發生背景
8月27日，日軍近衛師團師團長北白川宮能久親王在大甲下令進攻彰化，而當時的臺灣守軍方面則有黑旗軍統領吳彭年等人分駐菜公寮與八卦山堡壘等處，此外還有自苗栗撤退，由李惟義和吳湯興等人所率領的客家民軍等部隊集結於八卦山對陣日軍，爾後該場戰役以臺灣守軍戰敗收場，是為「八卦山之役」。
在此戰役過後，日軍在臺灣鞏固了佔領方的地位，也因此日方利用戰役結束後短暫的喘息時間等待本國方面派駐新的部隊來到臺灣。而這段時間中，唯一較為顯著的軍事行動僅在9月初臺灣中部，一系列日軍攻佔彰化以南並推進至雲林的零星爭鬥。
9月3日，臺灣守軍向駐紮於大莆林（今嘉義縣大林鎮:1001）的小部隊日本駐軍發動進攻，並朝南彰化推進。日方知悉後派兵增援該地與臺灣守軍交戰，然臺灣守軍戰敗後又退回至雲林。一隊日軍步兵連在9月3日遭臺灣守軍襲擊當晚追趕了敗退的臺灣守軍迫近到他里霧（今雲林縣斗南鎮）的城牆下:1010，並且試探了該城的防禦狀況。三天後，在9月5日當晚，日方向他里霧發動夜襲。日軍前鋒部隊嘗試攀上了他里霧的城牆，並打開大門讓其餘日方部隊進入對城內的臺灣守軍發動攻擊。臺灣守軍一時間無法反應，部隊潰敗逃散，直到9月6日上午5點，日軍正式佔領他里霧。在這幾天的戰役中，臺灣守軍方面陣亡130人，日軍方面僅8人陣亡與多人受傷。
雖然臺灣守軍方面無法與佔領臺灣中部的優勢日軍兵力相抗衡，然而臺灣守軍仍以游擊戰方式襲擊日軍來讓日軍的補給物資短缺。臺灣島上的瘟疫疾病也持續危害著日軍軍士的健康。1895年9月初在彰化日軍內部所爆發的瘧疾疫情甚至與5個月前在澎湖所爆發的疫情更加嚴重，此疫情大大重創日軍，共造成超過2000人死亡。

## 嘉義之役
10月初，自本國增援的援軍登陸臺灣，日本方面恢復對臺灣民主國的占領行動。10月3日北白川宮能久親王下令近衛師團開始往南彰化推進。 10月6日，近衛師團的前鋒部隊首先在他里霧擊潰了臺灣守軍3000人。10月7日，近衛師團的重要行動在於於雲林分頭行動，個別擊破了臺灣守軍一系列的防禦堡壘。10月9日，近衛師團發動了八卦山之役後第二大的戰役，該部隊向嘉義城發動強攻，而城內的臺灣守軍也決心與日軍決一死戰。  
根據報告，清兵與臺灣義勇軍總數達到10,000人，包括正規部隊與志願民兵。然而其真實兵力僅3000人，另包括在乙未戰爭中第一次與日方接觸交戰的黑旗軍600人來強化嘉義城防守能力，並且還在城牆上部署了火砲和機槍進行防禦。在日軍初步使用山砲轟炸後，他們鎖定城牆進行砲擊，將其擊破後突入嘉義城。城內的臺灣守軍被擊潰，約有200人死於城內的戰鬥。在10月3日到9日之間的戰鬥中，近衛師團的傷亡總數為14死亡，54人受傷。近衛師團隨後奉命守候在嘉義，並且在恢復進攻之前，駐守於嘉義直到伏見宮博恭王的北伐部隊在布袋嘴（Pa-te-chui）登陸。

## 資料來源
- Davidson, J. W., The Island of Formosa, Past and Present (London, 1903)
- McAleavy, H., Black Flags in Vietnam: The Story of a Chinese Intervention (New York, 1968)
- Yosaburo Takekoshi, Japanese Rule in Formosa (London, 1907)